# Bandera de l'Albiol
La bandera oficial de l'Albiol té la descripció següent:
Bandera apaïsada de proporcions dos d'alt per tres de llarg, verda, amb el castell de l'escut, d'altura de 7/9 parts de l'alçària de la bandera, blanc i tancat de negre acompanyat de dues creus de Santa Tecla, d'altura 1/3 part de l'alçària del drap i col·locades una a cada costat del castell, blanques.

## Història
Va ser publicada en el DOGC el 29 de novembre de 1991. Està basada en l'escut heràldic de la localitat.